# Яги, Ариса
Алисса Яги (яп. 八木 アリサ, род. 31 июля 1995), также известна как Ариса Яги — японская актриса и модель. С 2008 по 2012 год Яги была эксклюзивной моделью журнала мод для подростков Nicola. С 2012 года она была моделью эксклюзивно для журнала Vivi, а в 2014 году дебютировала в роли Мэгуми Китагава в экранизации боевика «Скажи: „Я тебя люблю“».

## Ранние годы
Яги родилась 31 июля 1995 года на острове Хоккайдо, Япония, от отца-француза и матери-японки. Она свободно говорит на английском и японском языках, но также изучала корейский и китайский языки.

## Карьера
Яги изначально была участницей Actors Studio на Хоккайдо и собиралась дебютировать в гёрл-группе Teardrops, но ушла в октябре 2006 года. Она прошла прослушивание на роль Лиры в японском дубляже фильма «Золотой компас» и стала финалисткой конкурса, в результате чего её разыскал журнал Nicola. Она была моделью эксклюзивно для этого журнала, начиная с февральского номера 2008 года и заканчивая заключительным в 2012 году. Начиная с 2012 года, она стала эксклюзивной моделью для модного журнала Vivi.
В 2014 году Яги появилась в южнокорейском реалити-шоу We Got Married: Global Edition, где она была в паре с Ки из Shinee. Позже в октябре она выступила моделью на совместном концертном мероприятии A-Nation и Girls Award Island Collection в Сингапуре и Super Girls Expo на Тайване. В 2015 году она участвовала в показах Tokyo Runway 2015 Весна/Лето и Kobe Collection 2015 Весна/Лето.
В 2016 году Яги была моделью на показе Tokyo Girls Collection 2016 Осень/зима. 20 августа Яги выпустила свою первую фотокнигу, Yagi Magazine.
В 2018 году Яги была моделью на показе Tokyo Girls Collection 2018 Осень/зима. В 2019 году Яги была моделью на показе весна-лето 2019 Rakuten Girls Award. Она также была модельным представителем таких брендов моды и макияжа, как Samantha Thavasa, Candy Stripper и Canmake.

## Публикации

### Фотокниги
| Год  | Название                         | Издательство | ISBN                   |
| ---- | -------------------------------- | ------------ | ---------------------- |
| 2016 | Yagi Magazine (яп. やぎマガジン) | Kodansha     | ISBN 978-4-06-220236-7 |

## Фильмография

### Music video
| Год  | Название                        | Исполнитель     | Примеч. |
| ---- | ------------------------------- | --------------- | ------- |
| 2008 | «Anata ga Koko ni Itara»        | Porno Graffitti | —       |
| 2015 | «Ohhh!!! Hanabi»                | Porno Graffitti | —       |
| 2015 | «Ashita wa Kitto Ii Hi ni Naru» | Rihwa           | —       |

### Телевидение
| Год       | Название                                 | Роль            | Сеть     | Примеч.                                  |
| --------- | ---------------------------------------- | --------------- | -------- | ---------------------------------------- |
| 2009-2010 | Necktie Princess                         | Себя            | TV Tokyo | Варьете                                  |
| 2014      | We Got Married: Global Edition (сезон 2) | Себя            | MBC TV   | Реалити Шоу; в партнёрстве с Ки (Shinee) |
| 2018      | Love Love Alien 2                        | Сумирэ Китамура | Fuji TV  | —                                        |

### Фильмы
| Год  | Название                          | Роль            | Notes                   | Ref.   |
| ---- | --------------------------------- | --------------- | ----------------------- | ------ |
| 2014 | Say I Love You.                   | Мэгуми Китагава | Дебютная актёрская роль | [ 15 ] |
| 2018 | Zenigata                          | Савако Сугияма  |                         |        |
| 2019 | Hot Gimmick: Girl Meets Boy       |                 |                         |        |
| 2019 | Come On, Kiss Me Again!           | Акари Кадзами   | Главная роль            | [ 16 ] |
| 2019 | Kiss Me at the Stroke of Midnight | Сю Утида        |                         | [ 17 ] |
| 2021 | The Sun Stands Still              | Нана            |                         |        |
| 2021 | We Made a Beautiful Bouquet       |                 |                         | [ 18 ] |